# Сомерсет, Джорджина
Джорджина Сомерсет (англ. Georgina Somerset, 23 марта 1923 — 30 ноября 2013) — британский стоматолог и бывший офицер Королевского флота. Она была первым открытым интерсексом в Соединенном Королевстве.

## Ранние годы
Сомерсет родилась 23 марта 1923 года в Пурли и была названа Джорджем Эдвином Тортлом (англ. George Edwin Turtle). Её свидетельство о рождении было выдано позже установленных сроков из-за путаницы с определением ее пола. В конечном итоге акушеры решили присвоить ей мужской пол. Она училась в средней школе для мальчиков в Пурли, в Кройдоне и в гимназии Рейгейт. Она продолжила изучать стоматологию в больнице Королевского колледжа в Лондоне и получила квалификацию в 1944 году.

## Карьера
Как выпускник-стоматолог, Сомерсет была призвана в Добровольческий резерв Королевского флота, когда заканчивалась Вторая мировая война. Она получила должность временного хирурга-лейтенанта 27 марта 1946 года. Ушла из армии в 1948 году.
Вернувшись к гражданской жизни, она основала стоматологическую клинику в Кройдоне. В начале 1960 года она продала эту клинику и переехала в Хов, где основала еще одну стоматологическую клинику до выхода на пенсию в 1985 году. Сомерсет написал две книги: «За половую границу», опубликованную в 1963 году, и свои мемуары «Девочка по имени Джорджина», опубликованную в 1992 году.

## Личная жизнь
Отец Сомерсет был масоном и посвятил обоих своих детей в масонство в 1945 году. Сомерсет стала Досточтимым мастером своей Ложи, но ушла из масонства в 1953 году. Так как она чувствовала себя женщиной с раннего возраста, Сомерсет сделала операцию по смене пола в январе 1957 года. Ранее ей в операции отказал выдающийся пластический хирург сэр Гарольд Джиллис, так как она пришла на прием в визитке. В 1960 году после дачи показаний она получила новое свидетельство о рождении, выбрав имя Джорджина Кэрол Тортл и женский гендерный маркер.
В июне 1962 года информация о ее помолвке с Кристофером Сомерсетом, имеющим родство с герцогом Бофортом, была напечатана в газете The Daily Telegraph. Они поженились в церкви Святой Маргариты в октябре 1962 года. Это сделало ее первой известной женщиной, вступившей в брак в церкви после официальной смены пола.

## Смерть
Джорджина Сомерсет скончалась 30 ноября 2013 года в возрасте 90 лет.